# Gran Meteora
La Gran Meteora, o monastero della Trasfigurazione, è un monastero cristiano ortodosso, che fa parte dei monasteri delle Meteore, siti in Grecia, nella regione della Tessaglia.
Situato a 534 m s.l.m., vi si accede a mezzo di scale scavate nella roccia.
Una prima cappella esisteva sin dal XIV secolo, fondata da sant'Atanasio delle Meteore. Il monastero attuale è stato fondato nel 1536 e costruito tra il 1545  e il 1582 sull'esempio delle chiese del Monte Athos (a 3 conchiglie e a doppio esonartece). La cappella originaria è stata integrata nella chiesa attuale come santuario e decorata con affreschi del XIV e XV secolo.